# Partito operaio e popolare
Il Partito operaio e popolare è un partito politico svizzero di sinistra radicale, fondato nel 2014 e attivo nel Canton Ticino da Gianluca Bianchi e Leonardo Schmid, due ex membri del Partito Comunista della Svizzera italiana.
Il POP è sezione cantonale del Partito Svizzero del Lavoro (PSdL).
L'assemblea costituente del partito si è tenuta il 25 gennaio 2015 a Bellinzona.